# Bells of Rosarita

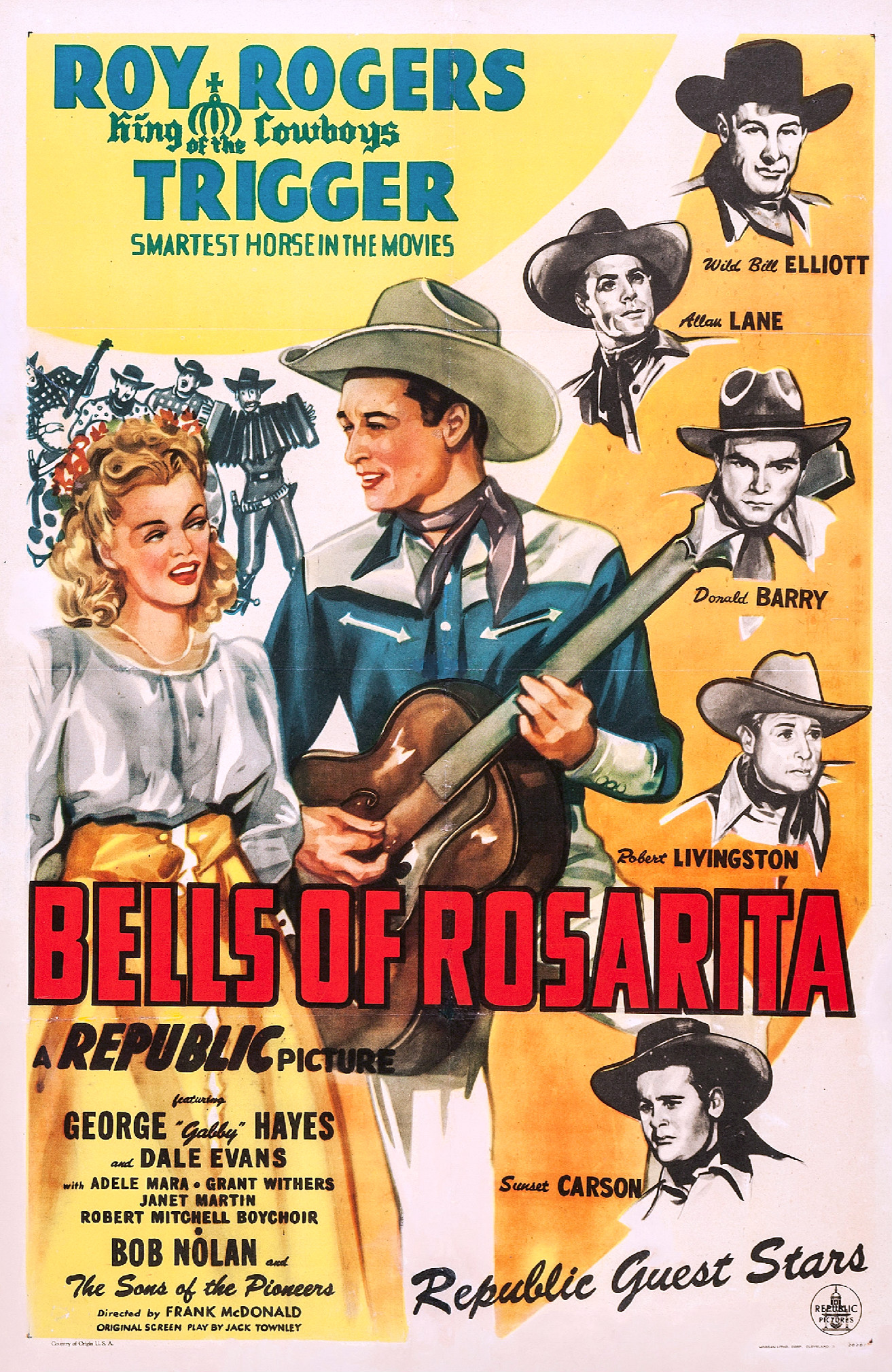
Affiche du film.

Bells of Rosarita est un western musical américain réalisé par Frank McDonald et sorti en 1945.

## Fiche technique
- Réalisation : Frank McDonald
- Scénario : Jack Townley
- Production : Edward J. White
- Photographie : Ernest Miller
- Montage : Arthur Roberts
- Musique : Joseph Dubin, Mort Glickman, Charles Maxwell
- Durée : 68 minutes (version originale)[1], 54 minutes
- Date de sortie :
  - États-Unis : 19 juin 1945

## Distribution
- Roy Rogers : Roy Rogers
- Trigger : Trigger, le cheval de Roy
- George 'Gabby' Hayes : "Gabby" Whittaker
- Dale Evans : Sue Farnum
- Adele Mara : Patty Phillips
- Grant Withers : William Ripley
- Addison Richards : Slim Phillips
- Roy Barcroft : Henchman Maxwell
- Janet Martin : Rosarita
- The Robert Mitchell Boy Choir : chorale
- Bob Nolan : Bob Nolan, Band Leader
- Sons of the Pioneers : Musiciens
- Bill Elliott : Wild Bill Elliott
- Allan Lane : Allan Lane
- Don 'Red' Barry : Don Barry
- Robert Livingston : Bob Livingston
- Sunset Carson : Sunset Carson
- Tom London : Gardien à l'entrée du studio

## Bande originale
- Sons of the Pioneers (en) de John Elliott
- Bugler's Lullaby de Robert Mitchell
- Trail Herdin' Cowboy (écrit par Bob Nolan)
- I'm Going To Build a Big Fence Around Texas (écrit par Cliff Friend, Katherine Phillips et George Olsen)
- When the Circus Comes To Town (écrit par Jerry Eaton et Terry Shand)
- Singing Down the Road (Musique de Raymond Scott, paroles de Charles Tobias
- Under a Blanket of Blue (en)